# Масанґ Майосо
Масанґ Майосо (англ. Masang Mayoso) — віддалене село у Північній провінції Сьєрра-Леоне. 
Населення села у більшості складається із народу темне. Найбільш вживана мова у селі — темне. Це село є унікальне тим що більшість людей не розуміють мови кріо (найбільш поширена мова в країні)
Село є місцем народження революціонера Фодая Санкоа, колишнього лідера і засновник групи повстанців «RUF» що вели десятирічну громадянську війну проти уряду яка почалася 1991 і закінчилась 2002. Потім «RUF» стали партією що існувала до 2007 року.